# باسوكوياكوهويوغ
هي لعبة لدى سكان أمريكا الأصليين تشبه كرة القدم. يُترجم المصطلح "Pasuckuakohowog" حرفيًا إلى «اجتماع للعب كرة القدم» ووصفه روجر ويليامز ذاكرًا وجود تساجيل تُظهر أنها لُعبت في القرن السابع عشر. لُعبت اللعبة على الشواطئ بأهداف يبلغ عرضها نصف ميل تقريبًا وتفصل بينها مسافة ميل واحد.
كانت لعبة باسوكوياكوهويوغ لعبة خطرة حيث كانت تلعب كأنها حرب تقريبًا كان يتعين على اللاعبين غالبًا ترك اللعبة بسبب كسر في العظام أو إصابات خطيرة أخرى. تستمر اللعبة غالبًا لساعات وتبقى أحيانًا إلى اليوم التالي. بعد كل مباراة تكون هناك وليمة احتفالية كبيرة يشترك فيها الفريقان.[بحاجة لمصدر]